# Foncière Développement Logements
 (janvier 2019).
Foncière Développement Logements, détenue à hauteur de 38,2 % par Foncière des Régions, est une Société d’Investissement Immobilier Cotée (statut SIIC), spécialisée dans la détention d’actifs résidentiels. 
Investisseur long terme et opérateur immobilier, la société possède un portefeuille de plus de 49 000 logements, répartis entre la France et l’Allemagne via sa filiale Immeo Wohnen. S’appuyant sur des plates-formes de gestion dans ces deux pays, elle développe, valorise et gère en direct son patrimoine.

## Historique
La société Foncière Développement Logements, en sa forme actuelle, a été créée en décembre 2005. Cette création résulte d'une stratégie de diversification des actifs de Foncière des Régions et de réorganisation de ses pôles d’activités. En 2001, Batipart, actionnaire de référence de GSFR déploie sa politique d’investissement vers le tertiaire et le logement en réalisant plusieurs opérations en partenariat avec des investisseurs immobiliers tels que Axa (2001), le CEA (2002) et AZUR-GMF (2003).
En 2002, le partenariat avec le CEA permet ainsi à Foncière des Régions d’acquérir la SOVAKLE et en novembre 2005, Foncière des Régions et ses partenaires (Predica, le Groupe Generali, ACM VIE et le Groupe AZUR-GMF) concluent un protocole d’accord en vue de créer une entité dédiée à la détention d’actifs résidentiels : Foncière Développement Logements. Elle regroupe dans un premier temps les actifs de SOVAKLE, forte de 2 464 logements, ainsi que 767 actifs résidentiels apportés par PREDICA.
Foncière Développement Logements poursuit son développement en 2006, en France, par l'acquisition auprès de Cardif Assurance Vie (filiale de BNP Paribas Assurance) des parts sociales de 11 SCI, soient 361 logements, et en Allemagne en acquérant la société Immeo Wohnen, propriétaire de près de 40 000 logements dans le Land de Rhénanie-du-Nord-Westphalie. Cette dernière opération faisant de Foncière Développement Logements une foncière résidentielle à dimension européenne.
En 2007, la Foncière mène diverses opérations d'investissements représentant plus de 3 500 logements, réalisées tant en France qu’en Allemagne,. En 2009, elle dispose désormais en France d’une plateforme de gestion locative.